# Іто Аяка
Іто Аяка (яп. 伊藤彩香; нар. 4 січня 1993, префектура Міє) — японська борчиня вільного стилю, срібна призерка чемпіонату Азії.

## Життєпис
Боротьбою почала займатися з 2000 року. У 2009 році стала чемпіонкою Азії серед кадетів. У 2011 році повторила цей успіх на чемпіонаті Азії серед юніорів.
Виступала за борцівський клуб університету Шигакан, місто Обу, префектура Айті. Тренер — Кадзухіто Сакае.

## Спортивні результати на міжнародних змаганнях

### Виступи на Чемпіонатах світу
| Змагання                        | Збірна | Вагова категорія          | Місце |
| ------------------------------- | ------ | ------------------------- | ----- |
| Чемпіонат світу з боротьби 2013 | Японія | жіноча боротьба, до 59 кг | 5     |

### Виступи на Чемпіонатах Азії
| Змагання                       | Збірна | Вагова категорія          | Місце  |
| ------------------------------ | ------ | ------------------------- | ------ |
| Чемпіонат Азії з боротьби 2016 | Японія | жіноча боротьба, до 60 кг | Срібло |

### Виступи на Універсіадах
| Змагання               | Збірна | Вагова категорія          | Місце |
| ---------------------- | ------ | ------------------------- | ----- |
| Літня Універсіада 2013 | Японія | жіноча боротьба, до 59 кг | 5     |

### Виступи на інших змаганнях
| Змагання                                         | Збірна | Вагова категорія          | Місце  |
| ------------------------------------------------ | ------ | ------------------------- | ------ |
| Гран-прі «Іван Яригін» 2013                      | Японія | жіноча боротьба, до 59 кг | Бронза |
| Золотий Гран-прі з боротьби 2014 (Баку)          | Японія | жіноча боротьба, до 58 кг | Бронза |
| Міжнародний меморіал Білла Фаррелла 2015         | Японія | жіноча боротьба, до 63 кг | Золото |
| Гран-прі «Іван Яригін» 2016                      | Японія | жіноча боротьба, до 63 кг | Срібло |
| Міжнародний меморіал Білла Фаррелла 2016         | Японія | жіноча боротьба, до 63 кг | Золото |
| Золотий Гран-прі з боротьби 2016                 | Японія | жіноча боротьба, до 60 кг | Бронза |
| Гран-прі «Іван Яригін» 2017                      | Японія | жіноча боротьба, до 63 кг | Бронза |
| Всеяпонський відкритий чемпіонат з боротьби 2018 | Японія | жіноча боротьба, до 65 кг | Золото |

### Виступи на змаганнях молодших вікових груп
| Змагання                                     | Збірна | Вагова категорія          | Місце  |
| -------------------------------------------- | ------ | ------------------------- | ------ |
| Чемпіонат Азії з боротьби серед кадетів 2009 | Японія | жіноча боротьба, до 56 кг | Золото |
| Чемпіонат Азії з боротьби серед юніорів 2011 | Японія | жіноча боротьба, до 59 кг | Золото |